# Pokolj u Žitačama
Pokolj u Žitačama bio je ratni zločin koji su počinile bošnjačko-muslimanske snage nad Hrvatima tijekom agresije na prostore Hrvata Sjeverne Hercegovine. Počinile su ga 2. svibnja 1993. godine u selu Podhumu/Žitačama kod Konjica.
Dana 20. ožujka 1993. dogovorena je na sastanku u Jablanici krvave agresije i etničkog čišćenja hrvatskog naroda u općinama Konjic i Jablanica. Na sastanku su nazočili najviši vojni i politički predstavnici Muslimana Konjica, Jablanice i Hadžića. Odluke sa sastanka amenovane su od Alije Izetbegovića, dr. Safeta Ćibe i Sefera Halilovića. Dan kasnije dr. Safet Ćibo zabranio je Hrvatima da se oglašavaju na Radio-Konjicu i smijenio Hrvaticu s mjesta urednice radija. Nakon medijske blokade Hrvata konjičke općine, 22. ožujka počela je fizička blokada područja cijele općine Konjic, tako da Hrvati nisu mogli ni ući ni izaći. 23. ožujka muslimanske snage pobile su mnogo hrvatskih civila i nenaoružanih pripadnika HVO u raznim selima općine Konjic, i teško je tvrditi da ovi zločini nisu bili planirani. Mjesec poslije, 22. travnja nova serija pokolja koju čini tzv. ARBIH.  25. travnja 1993., nakon dvodnevnih razgovora Mate Bobana i Alije Izetbegovića, predstavnici Hrvata i Muslimana – Bošnjaka potpisuju zajedničku izjavu o prekidu svih sukoba između HVO-a i Armije BiH, no već isti dan je agonija u Radešinama, pa u Mrkosovcima i onda je muslimanske snage napadaju Žitače, sjedište katoličke župe. Župa je 1991. godine brojala 1.700 vjernika. 2. svibnja 1993. počeo je opći napad. Postrojbe Armije BiH su upale u selo i masakrirale civile kao i vojnike HVO-a, koji su branili vlastite domove. Župnik fra Gabrijel Tomić je s još deset civila morao napustiti župnu kuću i crkvu, i ni poslije deset dana nije mogao zaspati. Još uvijek se ne zna tko je sve ubijen. Prema nekima su u ratnom zločinu tzv. ArmijeRBIH ubijena 24 mještana, prema drugima 26, a prema trećima 27. Crkva Sv. Ante Padovanskoga i župna kuća su obeščašćeni, devastirani i opljačkani. Drveni kip sv. Ante je obezglavljen kao i kip malog Isusa, crkveno rublje i zlatni kaleži su odneseni, slupane su postaje Križnoga puta, prozori porazbijani. Razoren je i Dom Sv. Ante Padovanskog.